# Corning (Ohio)
Corning is een plaats (village) in de Amerikaanse staat Ohio en valt bestuurlijk gezien onder Perry County.

## Demografie
Bij de volkstelling in 2000 werd het aantal inwoners vastgesteld op 593.
In 2006 is het aantal inwoners door het United States Census Bureau geschat op 613, een stijging van 20 (3,4%).

## Geografie
Volgens het United States Census Bureau beslaat de plaats een oppervlakte van
1,1 km², geheel bestaande uit land. Corning ligt op ongeveer 316 m boven zeeniveau.

## Plaatsen in de nabije omgeving
De onderstaande figuur toont nabijgelegen plaatsen in een straal van 12 km rond Corning.